# Къмпина
Къмпина (на румънски: Câmpina) е град в окръг Прахова, Румъния. Населението му е 32 935 жители (2011 г.). Намира се в часова зона UTC-2, а през лятото в UTC-3. През 2003 г. градът празнува 500 години от основаването си. Градът има футболен отбор, основан през 1936 г., който се състезава във втория ешелон на румънския футбол.